# Copa Argentina de Básquet 2005
La Copa Argentina de Básquet 2005 o tan solo Copa Argentina 2005 fue la cuarta edición de este torneo oficial de pretemporada organizado por la Asociación de Clubes de Básquet. Contó con la participación de treinta y dos equipos, dieciséis de la Liga Nacional de Básquet 2005-06 y dieciséis del Torneo Nacional de Ascenso 2005-06.
El campeón de esta edición fue Boca Juniors que ganó su cuarto título de manera consecutiva, tras vencer en la última fecha del cuadrangular a River Plate, en el Estadio Héctor Etchart.

## Equipos participantes
| Liga Nacional de Básquet 2005-06 | Liga Nacional de Básquet 2005-06 | Liga Nacional de Básquet 2005-06 |
| Equipo                           | Ciudad                           |                                  |
| -------------------------------- | -------------------------------- | -------------------------------- |
| Argentino                        | Junín                            |                                  |
| Atenas                           | Córdoba                          |                                  |
| Belgrano                         | San Nicolás                      |                                  |
| Ben Hur                          | Rafaela                          |                                  |
| Boca Juniors                     | Buenos Aires                     |                                  |
| Central Entrerriano              | Gualeguaychú                     |                                  |
| Ciclista Juninense               | Junín                            |                                  |
| Deportivo Madryn                 | Puerto Madryn                    |                                  |
| Estudiantes                      | Olavarría                        |                                  |
| Gimnasia                         | Comodoro Rivadavia               |                                  |
| La Unión de Formosa              | Formosa                          |                                  |
| Libertad                         | Sunchales                        |                                  |
| Peñarol                          | Mar del Plata                    |                                  |
| Quilmes                          | Mar del Plata                    |                                  |
| Regatas Corrientes               | Corrientes                       |                                  |
| River Plate                      | Buenos Aires                     |                                  |

| Torneo Nacional de Ascenso 2005-06 | Torneo Nacional de Ascenso 2005-06 | Torneo Nacional de Ascenso 2005-06 |
| Equipo                             | Ciudad                             |                                    |
| ---------------------------------- | ---------------------------------- | ---------------------------------- |
| Alma Juniors                       | Esperanza                          |                                    |
| Asociación Mitre                   | Tucumán                            |                                    |
| Echagüe                            | Paraná                             |                                    |
| El Nacional                        | Bahía Blanca                       |                                    |
| Estudiantes                        | Bahía Blanca                       |                                    |
| Ferro Carril Oeste                 | Buenos Aires                       |                                    |
| Gimnasia                           | La Plata                           |                                    |
| Independiente                      | Neuquén                            |                                    |
| Obras Sanitarias                   | Buenos Aires                       |                                    |
| Olimpia                            | Venado Tuerto                      |                                    |
| Pedro Echagüe                      | Buenos Aires                       |                                    |
| Quimsa                             | Santiago del Estero                |                                    |
| Regatas                            | San Nicolás                        |                                    |
| San Martín                         | Junín                              |                                    |
| Sionista                           | Paraná                             |                                    |
| Unión                              | Sunchales                          |                                    |

## Modo de disputa
Play offs
Primera fase: Los treinta y dos equipos se agruparon en parejas, donde los equipos se enfrentaron en modo de play-offs en la sede del equipo de la menor categoría. Resultó ganador de la serie aquel equipo que hubiese conseguido en la suma de ambos partidos la mayor cantidad de puntos a favor. Los ganadores avanzaron de fase, los perdedores dejaron de participar.
Segunda fase: Los dieciséis equipos participantes se emparejaron y disputaron duelos de ida y vuelta. Nuevamente, resultó ganador de la serie aquel equipo que hubiese conseguido en la suma de ambos partidos la mayor cantidad de puntos a favor. Los ocho ganadores avanzaron de fase, los perdedores dejaron de participar.
Tercer fase: Los ocho equipos participantes, se emparejaron y disputaron duelos de ida y vuelta. Nuevamente, resultó ganador de la serie aquel equipo que hubiese conseguido en la suma de ambos partidos la mayor cantidad de puntos a favor. Los cuatro ganadores avanzaron al cuadrangular final, los perdedores dejaron de participar.
Cuadrangular final
El cuadrangular final se disputó todos contra todos en tres días, entre el 30 de septiembre y 2 de octubre y en sede única, el Estadio Héctor Etchart en la Ciudad de Buenos Aires. El mejor equipo se consagró campeón.

## Ronda clasificatoria

### Serie 1
|  | Cuartos de final        | Cuartos de final      | Cuartos de final      |     |                   | Semifinales           | Semifinales           | Semifinales           |  |  | Final                 | Final                 | Final                 |
|  | 8 al 11 de septiembre   | 8 al 11 de septiembre | 8 al 11 de septiembre |     |                   | 14 a 18 de septiembre | 14 a 18 de septiembre | 14 a 18 de septiembre |  |  | 26 y 28 de septiembre | 26 y 28 de septiembre | 26 y 28 de septiembre |
|  |                         |                       |                       |     |                   |                       |                       |                       |  |  |                       |                       |                       |
|  | Alma Juniors            | 59                    | 57                    |     |                   |                       |                       |                       |  |  |                       |                       |                       |
|  | Ben Hur                 | 87                    | 77                    |     |                   |                       |                       |                       |  |  |                       |                       |                       |
|  | Ben Hur                 | 87                    | 77                    |     | Ben Hur           | 94                    | 93                    |                       |  |  |                       |                       |                       |
|  |                         |                       |                       |     | Ben Hur           | 94                    | 93                    |                       |  |  |                       |                       |                       |
|  |                         | Asociación Mitr       | 74                    | 85  |                   |                       |                       |                       |  |  |                       |                       |                       |
|  | Asociación Mitre        | Asociación Mitr       | 74                    | 85  | 102               | 92                    |                       |                       |  |  |                       |                       |                       |
|  | Asociación Mitre        |                       |                       |     | 102               | 92                    |                       |                       |  |  |                       |                       |                       |
|  | La Unión de Formosa     | 93                    | 88                    |     |                   |                       |                       |                       |  |  |                       |                       |                       |
|  |                         |                       |                       |     |                   |                       |                       |                       |  |  | Ben Hur               | 77                    | 78                    |
|  |                         |                       | Ciclista Juninense    | 65  | 70                |                       |                       |                       |  |  |                       |                       |                       |
|  | San Martín (Junín)      | 70                    | 77                    |     |                   |                       |                       |                       |  |  |                       |                       |                       |
|  | Argentino (Junín)       | 96                    | 108                   |     |                   |                       |                       |                       |  |  |                       |                       |                       |
|  | Argentino (Junín)       | 96                    | 108                   |     | Argentino (Junín) | 89                    | 94                    |                       |  |  |                       |                       |                       |
|  |                         |                       |                       |     | Argentino (Junín) | 89                    | 94                    |                       |  |  |                       |                       |                       |
|  |                         | Cliclista Juninense   | 86                    | 100 |                   |                       |                       |                       |  |  |                       |                       |                       |
|  | Olimpia (Venado Tuerto) | Cliclista Juninense   | 86                    | 100 | 73                | 79                    |                       |                       |  |  |                       |                       |                       |
|  | Olimpia (Venado Tuerto) |                       |                       |     | 73                | 79                    |                       |                       |  |  |                       |                       |                       |
|  | Ciclista Juninense      | 82                    | 89                    |     |                   |                       |                       |                       |  |  |                       |                       |                       |

Nota: el equipo situado en la primera fila definió como local la serie.

### Serie 2
|  | Cuartos de final       | Cuartos de final       | Cuartos de final     |    |          | Semifinales           | Semifinales           | Semifinales           |  |  | Final                 | Final                 | Final                 |
|  | 9 a 11 de septiembre   | 9 a 11 de septiembre   | 9 a 11 de septiembre |    |          | 15 a 18 de septiembre | 15 a 18 de septiembre | 15 a 18 de septiembre |  |  | 26 y 28 de septiembre | 26 y 28 de septiembre | 26 y 28 de septiembre |
|  |                        |                        |                      |    |          |                       |                       |                       |  |  |                       |                       |                       |
|  | Quimsa                 | 64                     | 89                   |    |          |                       |                       |                       |  |  |                       |                       |                       |
|  | Atenas                 | 83                     | 87                   |    |          |                       |                       |                       |  |  |                       |                       |                       |
|  | Atenas                 | 83                     | 87                   |    | Atenas   | 66                    | 77                    |                       |  |  |                       |                       |                       |
|  |                        |                        |                      |    | Atenas   | 66                    | 77                    |                       |  |  |                       |                       |                       |
|  |                        | Sionista               | 81                   | 72 |          |                       |                       |                       |  |  |                       |                       |                       |
|  | Sionista               | Sionista               | 81                   | 72 | 90       | 75                    |                       |                       |  |  |                       |                       |                       |
|  | Sionista               |                        |                      |    | 90       | 75                    |                       |                       |  |  |                       |                       |                       |
|  | Regatas Corrientes     | 80                     | 69                   |    |          |                       |                       |                       |  |  |                       |                       |                       |
|  |                        |                        |                      |    |          |                       |                       |                       |  |  | Libertad              | 91                    | 84                    |
|  |                        |                        | Sionista             | 59 | 72       |                       |                       |                       |  |  |                       |                       |                       |
|  | Regatas (San Nicolás)  | 85                     | 113                  |    |          |                       |                       |                       |  |  |                       |                       |                       |
|  | Belgrano (San Nicolás) | 94                     | 108                  |    |          |                       |                       |                       |  |  |                       |                       |                       |
|  | Belgrano (San Nicolás) | 94                     | 108                  |    | Libertad | 77                    | 85                    |                       |  |  |                       |                       |                       |
|  |                        |                        |                      |    | Libertad | 77                    | 85                    |                       |  |  |                       |                       |                       |
|  |                        | Belgrano (San Nicolás) | 68                   | 64 |          |                       |                       |                       |  |  |                       |                       |                       |
|  | Unión (Sunchales)      | Belgrano (San Nicolás) | 68                   | 64 | 86       | 80                    |                       |                       |  |  |                       |                       |                       |
|  | Unión (Sunchales)      |                        |                      |    | 86       | 80                    |                       |                       |  |  |                       |                       |                       |
|  | Libertad               | 89                     | 92                   |    |          |                       |                       |                       |  |  |                       |                       |                       |

Nota: el equipo situado en la primera fila definió como local la serie.

### Serie 3
|  | Cuartos de final     | Cuartos de final     | Cuartos de final     |    |              | Semifinales            | Semifinales            | Semifinales            |  |  | Final                 | Final                 | Final                 |
|  | 8 a 12 de septiembre | 8 a 12 de septiembre | 8 a 12 de septiembre |    |              | 15 al 20 de septiembre | 15 al 20 de septiembre | 15 al 20 de septiembre |  |  | 26 y 28 de septiembre | 26 y 28 de septiembre | 26 y 28 de septiembre |
|  |                      |                      |                      |    |              |                        |                        |                        |  |  |                       |                       |                       |
|  | Ferro (Buenos Aires) | 83                   | 70                   |    |              |                        |                        |                        |  |  |                       |                       |                       |
|  | Boca Juniors         | 98                   | 101                  |    |              |                        |                        |                        |  |  |                       |                       |                       |
|  | Boca Juniors         | 98                   | 101                  |    | Boca Juniors | 83                     | 57                     |                        |  |  |                       |                       |                       |
|  |                      |                      |                      |    | Boca Juniors | 83                     | 57                     |                        |  |  |                       |                       |                       |
|  |                      | Central Entrerriano  | 72                   | 59 |              |                        |                        |                        |  |  |                       |                       |                       |
|  | Echagüe              | Central Entrerriano  | 72                   | 59 | 85           | 79                     |                        |                        |  |  |                       |                       |                       |
|  | Echagüe              |                      |                      |    | 85           | 79                     |                        |                        |  |  |                       |                       |                       |
|  | Central Entrerriano  | 96                   | 73                   |    |              |                        |                        |                        |  |  |                       |                       |                       |
|  |                      |                      |                      |    |              |                        |                        |                        |  |  | Boca Juniors          | 99                    | 84                    |
|  |                      |                      | Quilmes              | 93 | 82           |                        |                        |                        |  |  |                       |                       |                       |
|  | Gimnasia (La Plata)  | 63                   | 72                   |    |              |                        |                        |                        |  |  |                       |                       |                       |
|  | Peñarol              | 71                   | 97                   |    |              |                        |                        |                        |  |  |                       |                       |                       |
|  | Peñarol              | 71                   | 97                   |    | Peñarol      | 59                     | 58                     |                        |  |  |                       |                       |                       |
|  |                      |                      |                      |    | Peñarol      | 59                     | 58                     |                        |  |  |                       |                       |                       |
|  |                      | Quilmes              | 83                   | 72 |              |                        |                        |                        |  |  |                       |                       |                       |
|  | Pedro Echagüe        | Quilmes              | 83                   | 72 | 73           | 71                     |                        |                        |  |  |                       |                       |                       |
|  | Pedro Echagüe        |                      |                      |    | 73           | 71                     |                        |                        |  |  |                       |                       |                       |
|  | Quilmes              | 79                   | 74                   |    |              |                        |                        |                        |  |  |                       |                       |                       |

Nota: el equipo situado en la primera fila definió como local la serie.

### Serie 4
|  | Cuartos de final           | Cuartos de final           | Cuartos de final      |    |                  | Semifinales            | Semifinales            | Semifinales            |  |  | Final                 | Final                 | Final                 |
|  | 8 al 12 de septiembre      | 8 al 12 de septiembre      | 8 al 12 de septiembre |    |                  | 15 al 19 de septiembre | 15 al 19 de septiembre | 15 al 19 de septiembre |  |  | 25 y 27 de septiembre | 25 y 27 de septiembre | 25 y 27 de septiembre |
|  |                            |                            |                       |    |                  |                        |                        |                        |  |  |                       |                       |                       |
|  | Obras Sanitarias           | 90                         | 79                    |    |                  |                        |                        |                        |  |  |                       |                       |                       |
|  | River Plate                | 82                         | 105                   |    |                  |                        |                        |                        |  |  |                       |                       |                       |
|  | River Plate                | 82                         | 105                   |    | River Plate      | 104                    | 88                     |                        |  |  |                       |                       |                       |
|  |                            |                            |                       |    | River Plate      | 104                    | 88                     |                        |  |  |                       |                       |                       |
|  |                            | Estudiantes (Bahía Blanca) | 68                    | 53 |                  |                        |                        |                        |  |  |                       |                       |                       |
|  | Estudiantes (Bahía Blanca) | Estudiantes (Bahía Blanca) | 68                    | 53 | 88               | 79                     |                        |                        |  |  |                       |                       |                       |
|  | Estudiantes (Bahía Blanca) |                            |                       |    | 88               | 79                     |                        |                        |  |  |                       |                       |                       |
|  | Estudiantes (Olavarría)    | 83                         | 81                    |    |                  |                        |                        |                        |  |  |                       |                       |                       |
|  |                            |                            |                       |    |                  |                        |                        |                        |  |  | Deportivo Madryn      | 100                   | 70                    |
|  |                            |                            | River Plate           | 89 | 85               |                        |                        |                        |  |  |                       |                       |                       |
|  | El Nacional (Bahía Blanca) | 73                         | 118                   |    |                  |                        |                        |                        |  |  |                       |                       |                       |
|  | Gimnasia (CR)              | 79                         | 108                   |    |                  |                        |                        |                        |  |  |                       |                       |                       |
|  | Gimnasia (CR)              | 79                         | 108                   |    | Deportivo Madryn | 91                     | 95                     |                        |  |  |                       |                       |                       |
|  |                            |                            |                       |    | Deportivo Madryn | 91                     | 95                     |                        |  |  |                       |                       |                       |
|  |                            | El Nacional (Bahía Blanca) | 87                    | 70 |                  |                        |                        |                        |  |  |                       |                       |                       |
|  | Independiente (Neuquén)    | El Nacional (Bahía Blanca) | 87                    | 70 | 101              | 82                     |                        |                        |  |  |                       |                       |                       |
|  | Independiente (Neuquén)    |                            |                       |    | 101              | 82                     |                        |                        |  |  |                       |                       |                       |
|  | Deportivo Madryn           | 104                        | 103                   |    |                  |                        |                        |                        |  |  |                       |                       |                       |

Nota: el equipo situado en la primera fila definió como local la serie.

## Cuadrangular final
| Equipo       | PG | PP | TF  | TC  | Dif |
| ------------ | -- | -- | --- | --- | --- |
| Boca Juniors | 2  | 1  | 255 | 245 | +10 |
| River Plate  | 2  | 1  | 241 | 237 | +4  |
| Libertad     | 1  | 2  | 242 | 236 | +6  |
| Ben Hur      | 1  | 2  | 222 | 242 | –23 |

| Fecha            |              | Partido | Partido | Partido |              |
| ---------------- | ------------ | ------- | ------- | ------- | ------------ |
| 30 de septiembre | River Plate  | 88      | -       | 80      | Ben Hur      |
| 30 de septiembre | Libertad     | 91      | -       | 95      | Boca Juniors |
| 1 de octubre     | River Plate  | 79      | -       | 75      | Libertad     |
| 1 de octubre     | Boca Juniors | 78      | -       | 80      | Ben Hur      |
| 2 de octubre     | Ben Hur      | 62      | -       | 76      | Libertad     |
| 2 de octubre     | Boca Juniors | 82      | -       | 74      | River Plate  |

## Plantel campeón
| Jugador         |
| --------------- |
| Diego Alba      |
| Paolo Quinteros |
| Matías Sandes   |
| Sherrel Ford    |
| Martín Leiva    |
| Fernando Malara |
| Anthony Douglas |
| Luis Cequeira   |

Entrenador:  Carlos Duró